# كاماسي واشنطن
كاماسي واشنطن هو عازف جاز أمريكي ولد في 1981.

## روابط خارجية
كاماسي واشنطن على موقع ميوزك برينز (الإنجليزية)
- كاماسي واشنطن على موقع أول ميوزيك (الإنجليزية)
- كاماسي واشنطن على موقع ديسكوغز (الإنجليزية)